# EWE Baskets Oldenburg
L'EWE Baskets Oldenburg è una società cestistica avente sede a Oldenburg, in Germania. Fondata nel 1954, gioca nel campionato tedesco.
Disputa le partite interne nella EWE-Arena, che ha una capacità di 6.069 spettatori.

## Roster 2023-2024
Aggiornato al 27 ottobre 2023.
|    | Naz.                                         | Ruolo | Sportivo           | Anno | Alt. | Peso | Note |
| -- | -------------------------------------------- | ----- | ------------------ | ---- | ---- | ---- | ---- |
| 0  | Germania (bandiera)                          | P     | Len Schoormann     | 2002 | 192  | 87   |      |
| 2  | Stati Uniti (bandiera)                       | AG    | Brekkott Chapman   | 1996 | 206  | 102  |      |
| 3  | Stati Uniti (bandiera) · Germania (bandiera) | G     | Max DiLeo          | 1993 | 184  | 88   |      |
| 4  | Stati Uniti (bandiera)                       | P     | DeWayne Russell    | 1994 | 180  | 70   |      |
| 7  | Germania (bandiera)                          | P     | Fritz Hemschemeier | 2000 | 182  | 91   |      |
| 11 | Stati Uniti (bandiera)                       | AP    | Kyle Foster        | 1998 | 197  | 79   |      |
| 15 | Nigeria (bandiera)                           | C     | Ebuka Izundu       | 1996 | 208  | 105  |      |
| 17 | Germania (bandiera)                          | C     | Norris Agbakoko    | 2000 | 217  | 110  |      |
| 20 | Germania (bandiera)                          | C     | Joel Harms         | 2002 | 207  | 108  |      |
| 21 | Stati Uniti (bandiera)                       | G     | Charles Manning    | 1998 | 196  | 88   |      |
| 22 | Germania (bandiera)                          | AP    | Lukas Wank         | 1997 | 198  | 91   |      |
| 24 | Regno Unito (bandiera)                       | AG    | Deane Williams     | 1996 | 203  | 103  |      |
| 25 | Germania (bandiera)                          | G     | Kenneth Ogbe       | 1994 | 198  | 92   |      |
| 35 | Germania (bandiera)                          | AP    | Alen Pjanic        | 1997 | 202  | 92   |      |

### Staff tecnico
| Allenatore: | Pedro Calles                                       |
| Assistenti: | Thomas Roijakkers, Ferried Naciri, Álvaro de Pedro |

## Palmarès
- Campionato tedesco: 1

2008-2009
- Coppa di Germania: 1

2015
- Supercoppa tedesca: 1

2009